# Toponimia Bucegilor

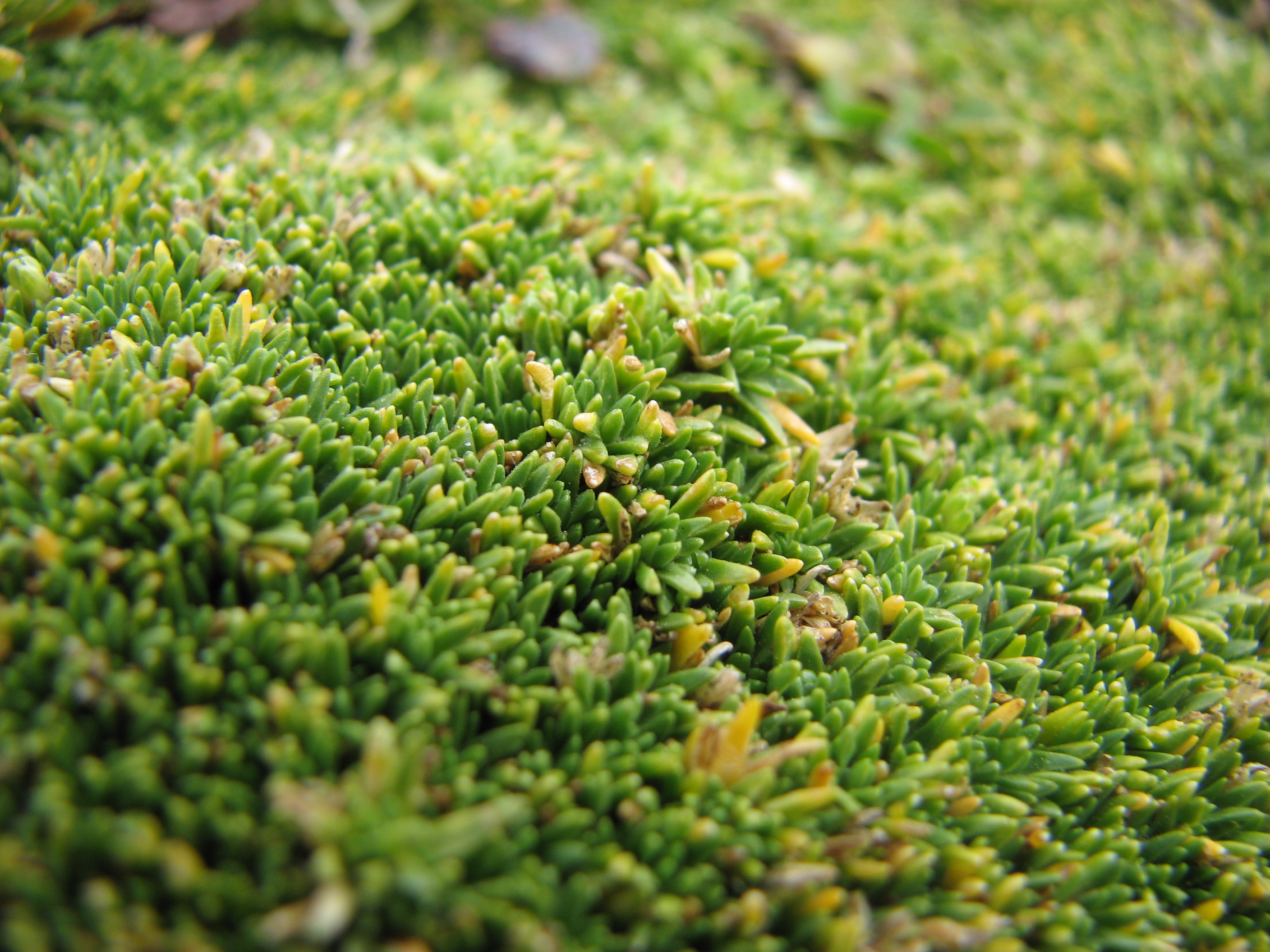
Covor de muşchi în Bucegi, posibilă sursă etimologică pentru numele de Bucegi

Unele denumiri toponimice întâlnite în munții Bucegi ridică interesante probleme de filologie. Numele de Bucegi are o formă arhaică de Buceci. Forma Buceci este identică cu a antroponimicului Bucșa sau că numirea ar fi o variantă a lui Bugeac "un complex de mai multi mușchi care formează un covor verde si moale". În actul ctitoricesc din 1695 al Mănăstirii Sinaia, se spune că mănăstirea a fost ridicată "la pustie sub muntele Buceciul". Numele de Buceci în loc de Bucegi mai este dat masivului, în zilele noastre, de către unii bătrâni din Branul de Sus. Oamenii de pe versantul nordic, estic și cei din partea de miazăzi a munților, ca și locuitorii Branului de Jos, îi numesc cu toți în zilele noastre Bucegi. Lingviștii spun ca huceagul sau buceagul este un păduriș des și jos, ori covorul de mușchi verde și moale, sau chiar pământul pustiu, lipsit de păduri, doar cu buruieni și ierbărie. Localități cu numele Bugeac sau Buceag existau in județele Constanța, Ialomița și Teleorman, Bugeacul istoric din Basarabia, teritoriu aparținând regatului dacic al lui Burebista. Poate că tufele joase de jnepeni, numite și buceag, au dat numele Bucegilor. Lingvistul Sextil Pușcariu susține chiar că Bucșoiul, unul din brațele stelei de munți ce se intâlnesc în vârful Omu, își are numele derivat de la Buc, Bucur (nume autentic dacic), tot așa cum și Buceci, Bugeci, se derivă de la Buc cu acelasi sufix ca în Măneciu sau Moeciu.

## Valea Sugărilor
În apropierea culmii Doamnelor curge o apă ce se numește Valea Sugărilor. În românește ungurescul sugar înseamnă domn. Deci avem Muntele Doamnele și Valea Domnilor. 

## Muntele Forban
Numele muntelui Forban vine de la cuvintele săsești Vor Bahn (în limba germană, corect Vor der Bahn), deoarece în fața acestui munte se construise în finele secolului trecut o linie ferată îngustă, de decauville, cu scop de exploatare forestieră. Muntele se afla "înaintea trenului" (Vor der Bahn), de unde, cu grafia românească, avem muntele Forban sau Forbanul. 

## Caraiman
Caraiman poate însemna Conducătorul negru, sau Preotul negru, de la cuvintele turcești cara = negru și imam sau iman = conducător, preot.

## Crucea Eroilor
Crucea Eroilor Neamului este un monument construit între anii 1926-1928 pe Muntele Caraiman, la altitudinea de 2291 m, pentru a cinsti memoria eroilor neamului căzuți în Primul Război Mondial. La baza vârfului Caraiman se află orașul Bușteni.

## Vârful Bucura
Vârful Bucura(primul vârf la sud de Omu), se numește astfel în amintirea Bucurei Dumbrava (1868-1926), pe numele ei adevarat Ștefania Seculici (cunoscută ca Fanny), scriitoare și drumeața neobosită, una dintre inițiatoarele turismului românesc modern.

## Muntele Gutanul
Muntele Gutanul poartă numele lui Moș Gheorghe Gutanul.

## Stâncile Franz-Iosef
Stîncile Franz-Iosef se află la 1299 m altitudine, la 5 minute de cabana Poiana Stânei, și au fost amenajate cu trepte și grilaje de fier in anul 1897, cu prilejul vizitei la Sinaia a împaratului Austro-Ungariei, Franz Joseph al Austriei.

## Șaua Baiului
Șaua Baiului din Munții Diham. Pentru muntele Baiu s-a purtat timp de câteva decenii, la începutul secolului XIX, un proces între râșnovenii stăpânitori ai muntelui din anul 1593 și boierii Dudescu, Crețulescu, Raducanu, Paleologu și medelnicerul Grigorie, care revendicau proprietatea muntelui. Denumirea de Baiu (supărare, necaz) se pare ca vine de la acest litigiu.